# Zoquitlán, Guerrero
Zoquitlán är en ort i Mexiko.   Den ligger i kommunen Atlixtac och delstaten Guerrero, i den sydöstra delen av landet, 230 km söder om huvudstaden Mexico City. Zoquitlán ligger 1 881 meter över havet och antalet invånare är 1 485.
Terrängen runt Zoquitlán är varierad, och sluttar västerut. Runt Zoquitlán är det ganska glesbefolkat, med 42 invånare per kvadratkilometer. Närmaste större samhälle är Acatepec, 4,6 km öster om Zoquitlán. I omgivningarna runt Zoquitlán växer huvudsakligen savannskog.